# 尤樾
尤樾（1466年—？年），字宗陽，直隶苏州府長洲縣人，明朝政治人物。

## 生平
治《易經》，行三，由國子生中式戊午科（1498年）應天府鄉試第八十二名舉人，年四十三歲中式正德三年（1508年）戊辰科會試第一百九名，第三甲第一百六十三名進士。历官南京吏部郎中、太僕寺卿。

## 家族
曾祖尤安礼，布政司左叅议。祖尤忠。父尤淳，字公厚，永年知县。母郑氏。慈侍下。兄㮤、朴、弟楠。